# Kanton Moïta-Verde
Der Kanton Moïta-Verde war bis 2015 ein französischer Wahlkreis im Arrondissement Corte, im Département Haute-Corse und in der Region Korsika. Sein Hauptort war Moïta.
Der 14 Gemeinden umfassende Kanton war 292,18 km² groß und hatte 4727 Einwohner (Stand: 2012).

## Gemeinden
| Gemeinde        | Einwohner | Code postal | Code Insee |
| --------------- | --------- | ----------- | ---------- |
| Aléria          | 1966      | 20270       | 2B009      |
| Ampriani        | 14        | 20272       | 2B015      |
| Campi           | 28        | 20252       | 2B053      |
| Canale-di-Verde | 335       | 20230       | 2B057      |
| Chiatra         | 190       | 20230       | 2B088      |
| Linguizzetta    | 939       | 20230       | 2B143      |
| Matra           | 43        | 20270       | 2B155      |
| Moïta           | 76        | 20270       | 2B161      |
| Pianello        | 76        | 20272       | 2B213      |
| Pietra-di-Verde | 115       | 20230       | 2B225      |
| Tallone         | 302       | 20270       | 2B320      |
| Tox             | 142       | 20270       | 2B328      |
| Zalana          | 128       | 20272       | 2B356      |
| Zuani           | 51        | 20272       | 2B364      |